# Voo Siberian Light Aviation 51
O Voo Siberian Light Aviation 51 foi um voo de passageiros em 12 de setembro de 2021 de um avião Let L-410 Turbolet de Irkutsk ao norte para Kazatjinskoye em Oblast de Irkutsk, na Sibéria, perto do Lago Baical. O avião caiu a cerca de 4 quilômetros do aeroporto.
O voo foi operado em nome da Aeroservice LLC.

## Antecedentes

### Empresa
A companhia aérea Siberian Light Aviation, também conhecida como Sila Avia, foi fundada em janeiro de 2017 e realiza voos de curta distância na Sibéria e em áreas a sudoeste da Sibéria, como Omsk, Tiumen, Ecaterimburgo, Tcheliabinsk e Nizhny Tagil. No momento do acidente, eles tinham oito L-410 e três Antonov An-28 em sua frota.
Após uma decisão de segurança impecável anterior, o voo 51 foi o segundo incidente grave da companhia aérea em 2021. Em 17 de julho, um Antonov-28 pousou com 2 pilotos e 18 passageiros a bordo do Aeroporto de Tomsk em Tomsk. O avião pousou com força e, em seguida, saiu para fora da pista antes de subir e descer. Todos a bordo sobreviveram, mas duas pessoas foram levadas ao hospital com ferimentos graves e o avião ficou tão danificado que foi desmanchado.

## Aeronave e tripulação

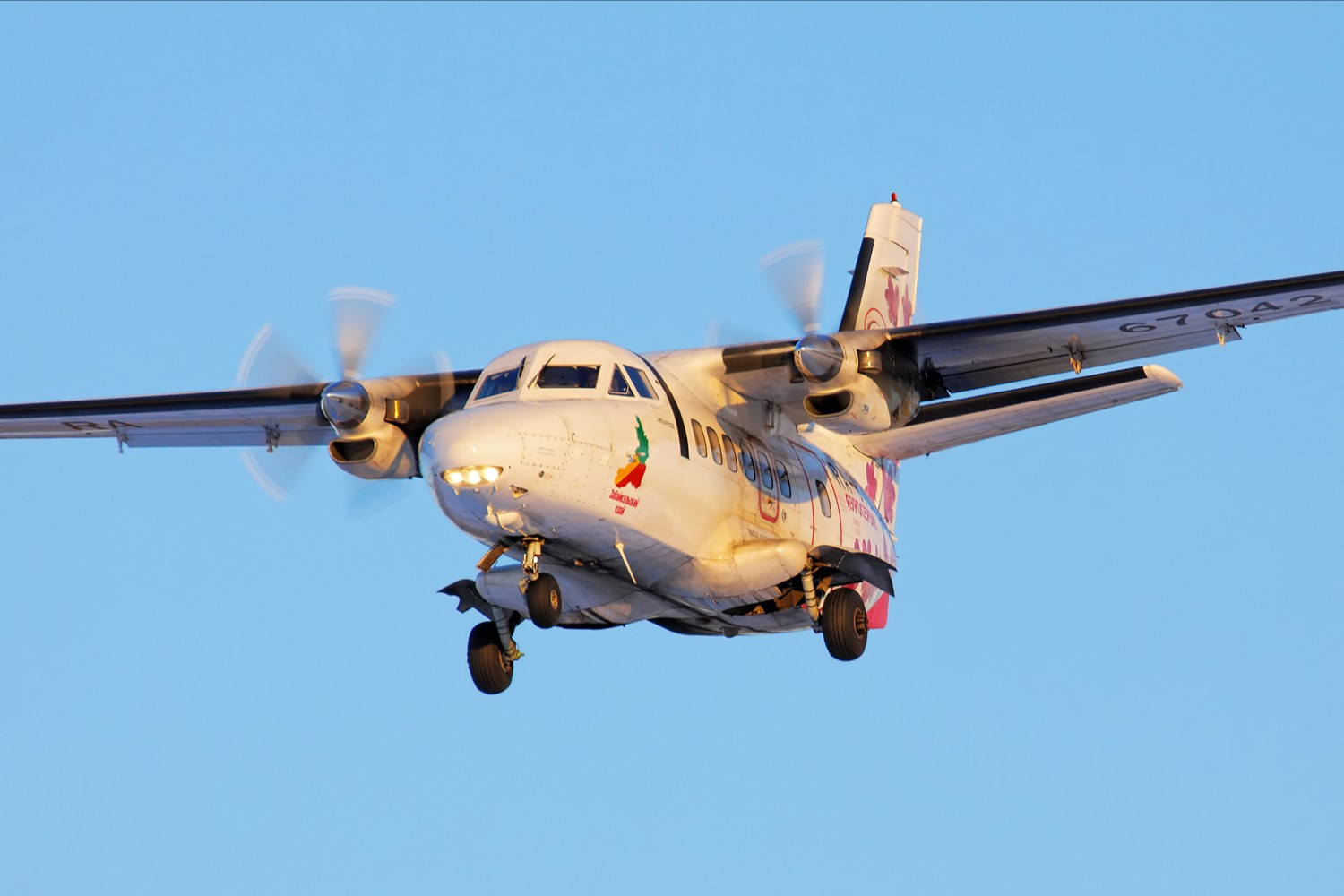
RA-67042, a aeronave envolvida no acidente em março de 2020

A aeronave, um Let L-410 Turbolet da variante UVP-E20 foi fabricada e colocada em operação em 2014. O Let-410 é construído pelo fabricante de aeronaves tcheco Let Kunovice.
O comandante do voo tinha pouco mais de 5 600 horas de voo no momento do acidente, das quais 483 horas como comandante.

## Acidente
Após uma tentativa frustrada de pouso às 22h35min, o acidente ocorreu por volta das 23h15min, horário local, durante a segunda tentativa da tripulação de pousar o avião. Em meio a um nevoeiro, o avião colidiu com árvores em um penhasco próximo ao Rio Kirenga, cerca de 4 quilômetros a sudoeste da pista.

### Resgate
Equipes de resgate chegaram rapidamente ao local e inicialmente conseguiram resgatar todos a bordo. De acordo com o governador da região, Igor Kobzev, cinco pessoas conseguiram deixar o lugar da queda para sua própria aeronave enquanto as outras foram socorridas ou transportadas. Quatro pessoas morreram de seus ferimentos dentro de 24 horas após o acidente. Das 16 pessoas a bordo do avião acidentado, 12 sobreviveram. Três passageiros e o co-piloto morreram.

## Investigação
MAK, o Conselho de Investigação de Acidentes da Rússia, iniciou uma investigação do acidente imediatamente no mesmo dia.
A investigação mostrou que a visibilidade não era superior a 500 metros na primeira tentativa de pouso fracassada do avião ou no momento do acidente.
O aeroporto de Kazakhstanskoye não possuía sistemas de radar sofisticados e a capacidade das aeronaves de fazer pousos instrumentais (ILS). Após o acidente, Rosaviatsia, Comitê Regulador da Aviação Civil da Rússia, propôs um inquérito e a possibilidade de proibir desembarques noturnos em Kazakhstanskoye e outros aeroportos na Rússia no futuro, onde os pousos visuais são a única opção e as instalações para pousos instrumentais são em falta.
O comandante sobrevivente em entrevistas após o acidente disse que "importantes instrumentos de navegação estavam com defeito e que isso teve um papel no acidente".